# Серпокрилець острівний
Серпокрилець острівний (Apus alexandri) — вид птахів родини серпокрильцевих (Apodidae). Ендемік Кабо-Верде — архіпелагу біля узбережжя Західної Африки. Названий на честь Бойда Александера, англійського орнітолога, який очолив дві експедиції на острови в 1897 році.

## Поширення
Птаха зареєстровано на всіх островах, крім Санта-Лузія, хоча, ймовірно, гніздиться лише на Сантьягу, Фогу, Брава, Санту-Антау та Сан-Ніколау. Незважаючи на невеликий ареал, це поширений вид зі стабільною популяцією і не вважається таким, що перебуває під загрозою зникнення.

## Опис
Його довжина становить 13 см, а розмах крил 34-35 см. Оперення темно-сіро-буре з великою світлою плямою на горлі. Порівняно з іншими стрижами, зафіксованими на островах, він менший, має коротші крила та мілкішу вилку хвоста. Його політ слабший і більш тріпотливий. Він має високий, верескливий голос із дзижчанням.

## Спосіб життя
Птах харчується комахами, яких ловить під час польоту. Його можна побачити, як літає над різними середовищами існування та полює на комах, годуючись зграями над балками, уздовж скель і берегових ліній. Гніздо будує у щілині в скелі, печері або в даху будівлі. Гніздо має форму блюдця і зроблений із трави та пір'я. Відкладає два яйця білого кольору.